# Daniel Brailovsky
Daniel Alberto Brailovsky Poliak (en hebreo: דניאל בריילובסקי‎; Buenos Aires, 18 de noviembre de 1958) es un exfutbolista y entrenador argentino. Jugaba como delantero o volante ofensivo. Es uno de los pocos jugadores en el mundo en haber sido parte de tres selecciones nacionales distintas —Uruguay, Argentina e Israel—, bajo el consentimiento de la FIFA.
Su primer campeonato lo logró jugando para Peñarol en 1978, tiempo después emigraría a México donde es considerado uno de los principales artífices para que el Club América consiguiera el tricampeonato de Primera División, en la década de 1980.

## Trayectoria

### Jugador
Brailovsky, nacido en 1958, tiene un gran palmarés como jugador y técnico. Debutó muy joven en Peñarol, ganando cuatro ediciones del Campeonato Uruguayo de Primera División y teniendo la oportunidad de disputar la Copa Libertadores. Retornó a la Argentina en 1980 tras ser fichado por All Boys, y poco después se unió a Independiente.
En 1982 migró a México, contratado por el América. Con ese club ganó en tres ocasiones el título de la Primera División de México: 1983-84, 1984-85 y PRODE 1985. En septiembre de 1985 abandonó su club de forma intempestiva por pedido de su familia, luego de sobrevivir al Terremoto de México de 1985. Ello derivó en un conflicto judicial que le impidió volver a firmar un contrato con un equipo argentino.
Su última experiencia como futbolista profesional fue con el Maccabi Haifa de Israel.

#### Selección nacional

##### Uruguay
Aunque Brailovsky nació y creció en la Argentina, migró a Uruguay a sus 15 años, motivo por el cual fue reclutado por la selección juvenil de Uruguay para jugar unos partidos amistosos en 1978.

##### Argentina
Jugó en la selección absoluta de Argentina en 1981 y 1982, bajo la dirección de César Luis Menotti y compartiendo plantel con Diego Maradona, Mario Kempes, Daniel Passarella y Ubaldo Fillol entre otros.

##### Israel
Fue convocado en 1986 para integrar la selección de fútbol de Israel. Brailovsky actuó en 15 partidos amistosos y 3 partidos del Torneo Preolímpico de la OFC 1988.

### Entrenador
Brailovsky inició su carrera como entrenador en Israel, dirigiendo al Maccabi Kafr Kanna en la Liga Alef. Su campaña más exitosa fue conduciendo al Maccabi Haifa, con el cual ganó la Copa de Israel en 1998.
Posteriormente dirigiría en México. Allí, comandando al América, fue subcampeón de la Copa Sudamericana 2007 y campeón del InterLiga 2008.

## Estadísticas

### Como jugador
| Club          | País      | Año       |
| ------------- | --------- | --------- |
| Peñarol       | Uruguay   | 1974-1979 |
| All Boys      | Argentina | 1980      |
| Independiente | Argentina | 1980-1982 |
| América       | México    | 1982-1985 |
| Maccabi Haifa | Israel    | 1986-1988 |

### Como entrenador
| Club               | País   | Año       |
| ------------------ | ------ | --------- |
| Maccabi Kafr Kanna | Israel | 1996      |
| Maccabi Herzliya   | Israel | 1997      |
| Maccabi Haifa      | Israel | 1997-2000 |
| Veracruz           | México | 2002      |
| América            | México | 2007-2008 |
| Necaxa             | México | 2010-2011 |

## Palmarés

### Como jugador
| Título              | Club    | País    | Año        |
| ------------------- | ------- | ------- | ---------- |
| Campeonato Uruguayo | Peñarol | Uruguay | 1978       |
| Primera División    | América | México  | 1983-84    |
| Primera División    | América | México  | 1984-85    |
| Primera División    | América | México  | Prode 1985 |

### Como entrenador
| Título         | Club               | País   | Año  |
| -------------- | ------------------ | ------ | ---- |
| Liga Alef      | Maccabi Kafr Kanna | Israel | 1996 |
| Copa de Israel | Maccabi Haifa      | Israel | 1998 |
| InterLiga      | América            | México | 2008 |